# Сара Вејн Калис
Сара Вејн Калис (енгл. Sarah Wayne Callies; Ла Гранж, 1. јун 1977) америчка је глумица.

## Биографија

### Детињство
Сарини родитељи су се преселили у Хонолулу, Хаваји, док је имала једну годину. Већ као млада девојка, Сара је изразила велику заинтересованост за глуму. Њени родитељи су били професори на универзитету на Хавајима, али она није следила њихове кораке. Уместо тога, изабрала је глуму. Након матуре, Сара је кренула на универзитет Датмоут у Хановеру и у Њу Хемпширу.

### Каријера
Сарина прва телевизијска улога је била као Кејт О’Мали, гостојућа улога у америчкој серији Закон у Њујорку (енгл. Queens Supreme). Прву главну улогу остварила је у краткој америчкој акцијској серији Тарзан — краљ Њујорка.
Након што се појавила у неколико америчких серија, у гостојућим улогама, позвана је да глуми и у Фоксовој серији Бекство из затвора, у улози докторке Саре Танкреди.

### Приватни живот
Дана 21. јуна 2002. године, Сара се венчала за Џоша Винтерхалта, којег је упознала на Дартмаут универзитету. Преселили су се у Њујорк, за потребе снимања серије. Дана 23. јануара 2007. године, њен је агент објавио да пар чека своје прво дете.

## Филмографија
- 2003 — Закон у Њујорку
- 2003 — Ред и закон: Одељење за жртве
- 2003 — Драгнет
- 2003 — Тарзан — краљ Њујорка
- 2004 —
- 2005 — NUMB3RS
- 2005 — Бекство из затвора
- 2006 —
- 2007 —

...
- 2017 — Бекство из затвора